# Place Saint-André-des-Arts
 (décembre 2015).
Si vous disposez d'ouvrages ou d'articles de référence ou si vous connaissez des sites web de qualité traitant du thème abordé ici, merci de compléter l'article en donnant les références utiles à sa vérifiabilité et en les liant à la section « Notes et références ».
Pour les articles homonymes, voir Place Saint-André.
La place Saint-André-des-Arts est une place située dans le quartier de la Monnaie du 6e arrondissement de Paris

## Situation et accès

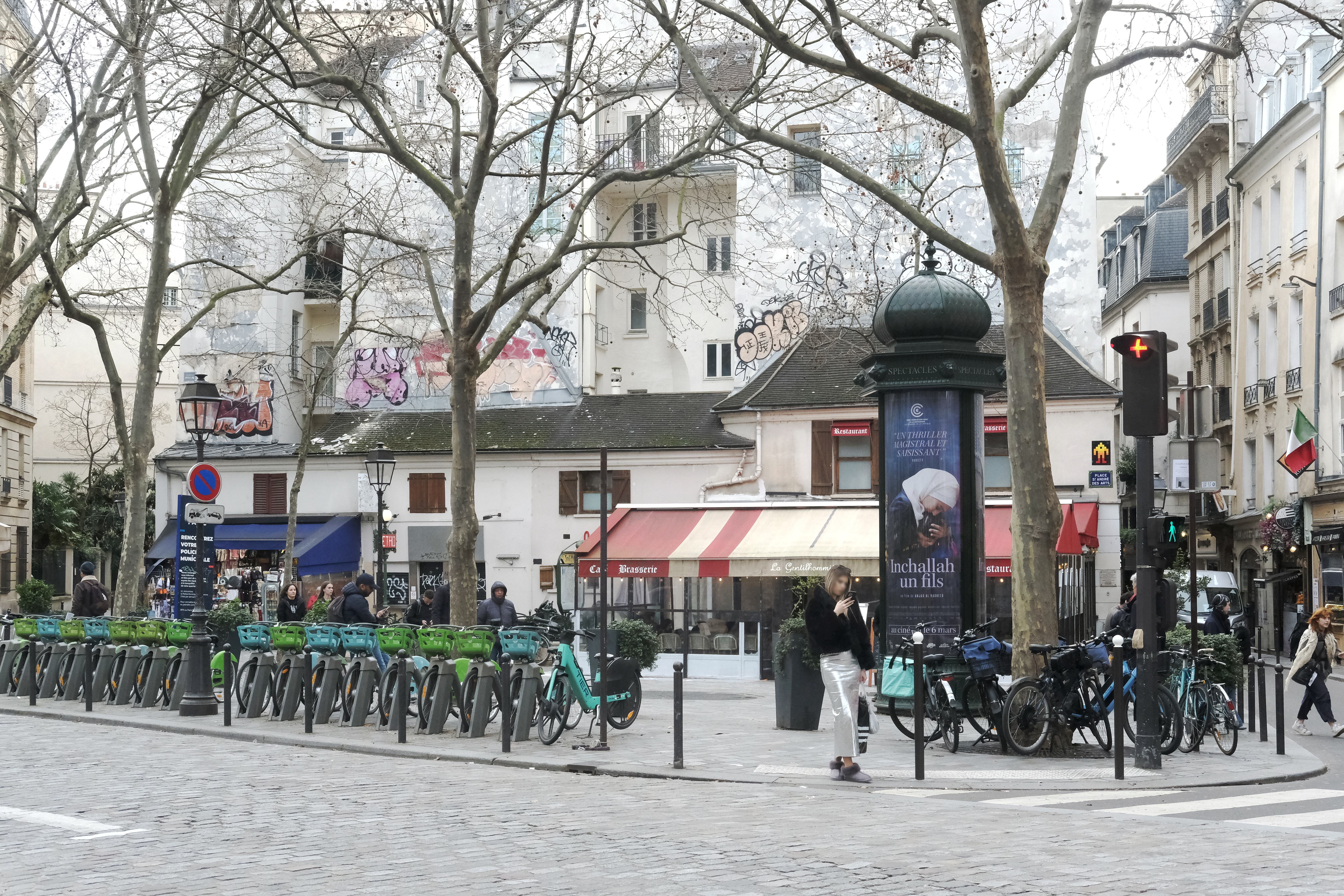
Place Saint-André-des-Arts ; à gauche, la rue Suger et à droite, la rue Saint-André-des-Arts.

Cette voie est située au débouché de la place Saint-Michel, de la rue Francisque-Gay, de la rue Hautefeuille, de la rue Danton et de la rue Saint-André-des-Arts, dans le quartier de la Monnaie du 6e arrondissement de Paris.
La place Saint-André-des-Arts est accessible par la ligne de métro 4 à la station Saint-Michel et par les RER B et C à la gare Saint-Michel - Notre-Dame. Elle dispose également d'une station Vélib.

## Origine du nom
Cette voie tient son nom de l'ancienne église Saint-André-des-Arts, sise à cet endroit, vendue puis démolie sous le Consulat et le Premier Empire.

## Historique
En 1897 et 1898 des travaux de constructions d'égouts permirent de découvrir des sépultures de 1,40 m à 1,70 m de profondeur et de 1,75 m à 2,40 m, des poteries variées avec flammules rouges datées du XIIIe siècle et, à 4,10 m, une lampe en terre vernissée du XVe siècle[réf. nécessaire]. Dans les galeries creusées en allant en direction de la rue Saint-André-des-Arts et vers la rue Saint-Séverin furent découverts de nombreux ossements humains, des fragments de tuiles à rebords d'époque gallo-romaine[réf. nécessaire]. Ces ossements furent trouvés à une profondeur variant de 4,70 m à 6,50 m à soit plus de 3 m au-dessous de ceux trouvés précédemment à 1,40 m et 1,70 m. Les niveaux des sols à la période antique étaient 5 à 6 mètres plus bas.

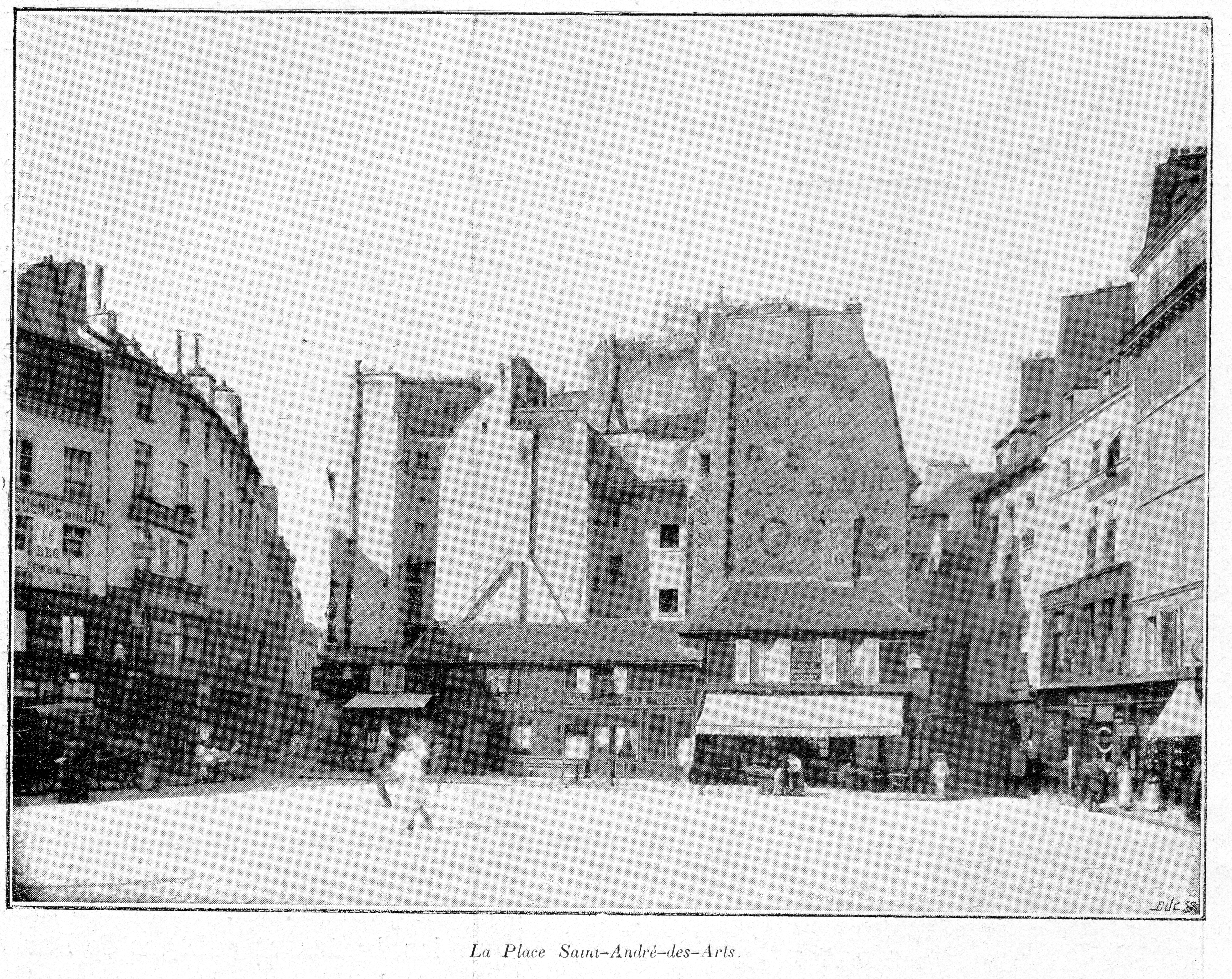
La place en 1897 (photographie de Clément Maurice).

La libération de Paris y connut de sanglants combats où de nombreux résistants laissèrent leur vie[réf. nécessaire].

## Bâtiments remarquables et lieux de mémoire
- Les pignons des immeubles de la rue Suger et de la rue Saint-André-des-Arts donnant sur la place furent décorés d'une peinture murale de Catherine Feff à la demande du maire de Paris 6e arrondissement[réf. nécessaire].
- No 30 : en 1830, emplacement du bureau du Journal des Artistes où eut lieu la première réunion du bureau de la Société libre des beaux-arts de Paris le 18 octobre 1830[1].
- Le compositeur Charles Gounod y est né ; un panneau Histoire de Paris lui rend hommage au croisement avec la rue Suger.
- Simone Veil y a habité au début de sa carrière professionnelle[2].

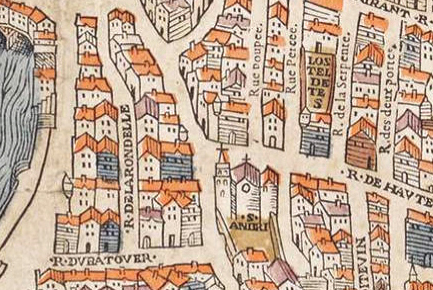
La place et l'église Saint-André-des-Arts dans le plan de Truschet et Hoyau (vers 1550).
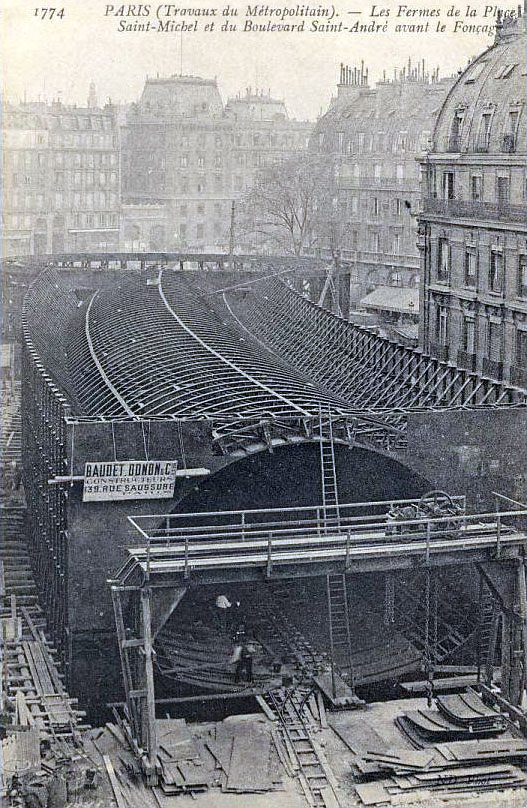
La place Saint-André-des-Arts pendant la construction de la station Saint-Michel du métro de Paris, en 1906.
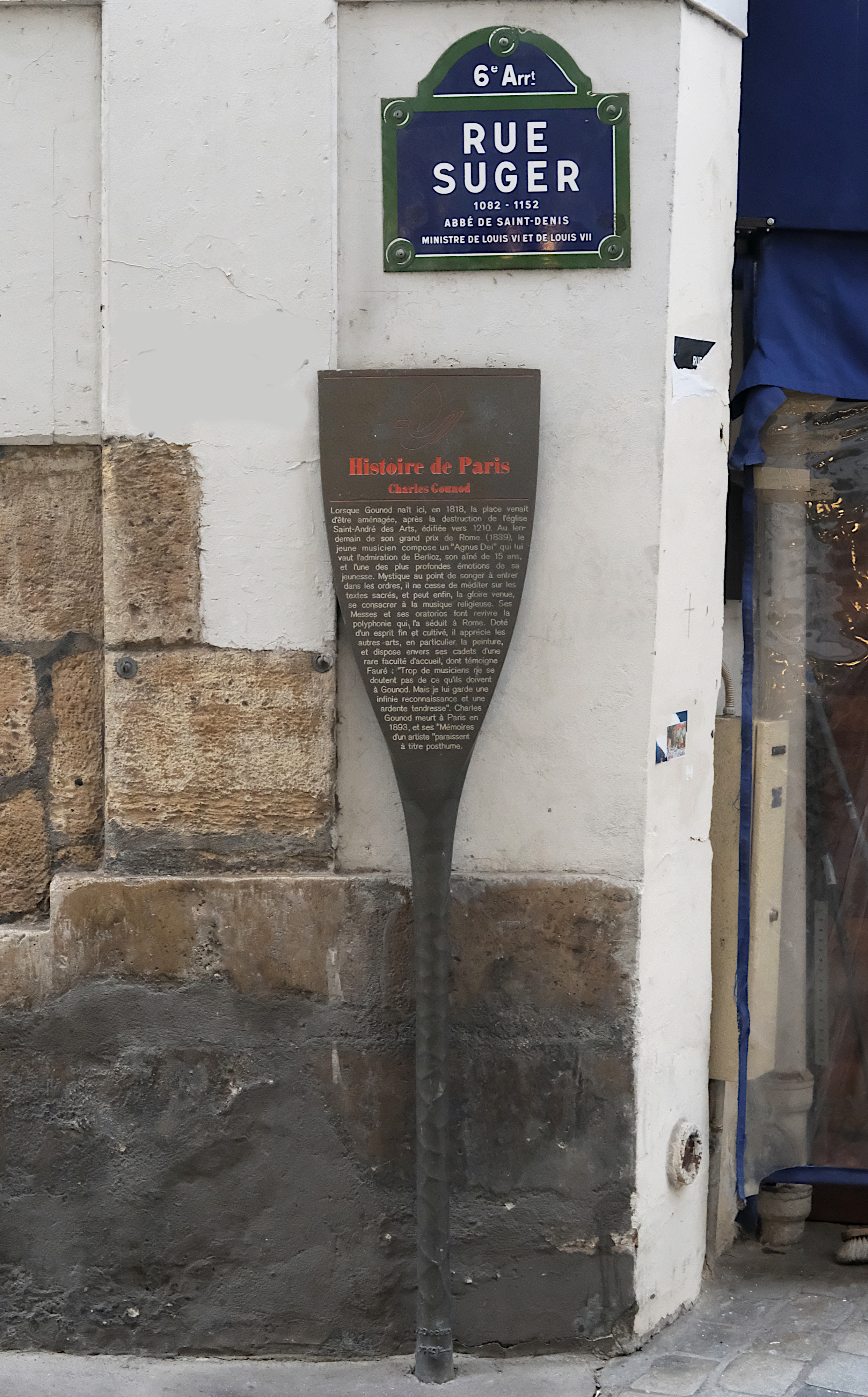
Panneau Histoire de Paris Charles Gounod, à l'angle de la rue Suger.
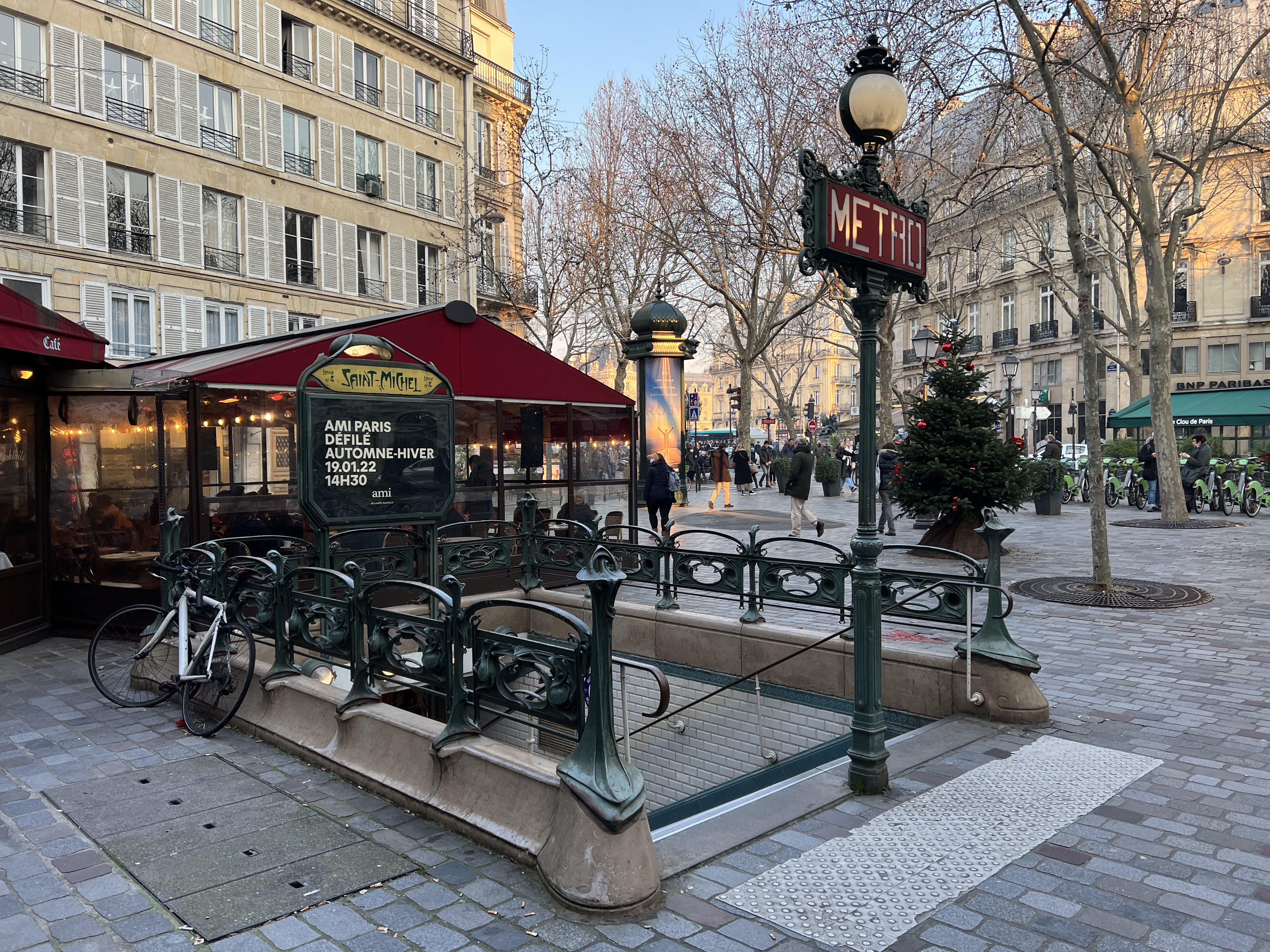
Une des entrées de la station de métro.